# Paso de los Toros
Paso de Los Toros é uma localidade uruguaia do departamento de Tacuarembó, na zona sul do departamento. Está situada a 132 km da cidade de Tacuarembó, capital do departamento.

## Toponímia
O nome da localidade surge por ser local de passagem ("de paso") por um vau do Rio Negro, onde se havia grandes criações de gado que abasteciam Montevidéu (os "toros")

## População
Segundo o censo de 2011 a localidade contava com uma população de 12985 habitantes.
| Variação demográfica do município entre 1908 e 2011 |
|                                                     |

## Geografia
Paso de los Toros se situa próxima das seguintes localidades: ao norte, Cardozo, a leste, Baygorria (departamento de Paysandú) a nordeste, Sarandí de Navarro (departamento de Paysandú)  e a sul, Centenario (departamento de Durazno).

## Autoridades
A localidade é subordinada ao município de Paso de los Toros.

## Esportes
A cidade de Paso de los Toros possui uma liga de futebol afiliada à OFI, a Liga Isabelina de Fútbol. . Na cidade se localiza o Estádio Omar Odriozola

## Religião
A cidade possui a Paróquia "Santa Isabel", subordinada à Diocese de Tacuarembó. Os habitantes da cidade são chamados até hoje de "isabelinos" porque no início a vila também tinha o nome da igreja

## Transporte
A localidade possui as seguintes rodovias:
- Ruta 05, que liga Montevidéu à Rivera (Fronteira Brasil-Uruguai - e a BR-158 em Santana do Livramento)[11][12][13]